# فهرست نمایندگان دوره چهاردهم مجلس شورای ملی
آنچه در پی می‌آید فهرست نمایندگان دورهٔ چهاردهم مجلس شورای ملی ایران است که از ۶ اسفند ۱۳۲۲ تا ۲۱ اسفند ۱۳۲۴ دایر بود.
| شمارهٔ ردیف | حوزهٔ انتخابیه               | نماینده                                  | توضیحات                                                                                              |
| ---------- | --------------------------- | ---------------------------------------- | --- |
| ۱          | تهران                       | محمد مصدق                                | رئیس کمیسیون خارجه - رهبر جناح اقلیت                                                                 |
| ۲          | تهران                       | سید محمدصادق طباطبایی                    | رئیس مجلس از ۲۳ اسفند ۱۳۲۲ تا پایان مجلس                                                             |
| ۳          | تهران                       | صادق رضازاده شفق                         | رئیس کمیسیون فرهنگ                                                                                   |
| ۴          | تهران                       | جلال عبده                                | مخبر کمیسیون دادگستری                                                                                |
| ۵          | تهران                       | سید احمد بهبهانی                         | رهبر جناح اکثریت - رئیس کمیسیون دادگستری                                                             |
| ۶          | تهران                       | علی دشتی                                 | |
| ۷          | تهران                       | عباس مسعودی                              | |
| ۸          | تهران                       | محمدرضا تهرانچی                          | |
| ۹          | تهران                       | غلامعلی فریور                            | |
| ۱۰         | تهران                       | آقا حسین تهرانی                          | |
| ۱۱         | تهران                       | سید رضا فیروزآبادی                       | |
| ۱۲         | تهران                       | سید ابوالقاسم کاشانی                     | در سراسر دوره نمایندگی‌اش زندانی بود                                                                  |
| ۱۳         | آباده                       | محمدحسین قشقایی                          | منشی کمیسیون نظام                                                                                    |
| ۱۴         | اراک                        | عزت‌الله بیات                             | نایب رئیس کمیسیون کشور                                                                               |
| ۱۵         | اراک                        | حسین خاکباز محسنی                        | منشی کمیسیون عرایض                                                                                   |
| ۱۶         | اردبیل                      | حسین لنکرانی                             | نایب رئیس کمیسیون فرهنگ                                                                              |
| ۱۷         | اصفهان                      | حیدرعلی امامی                            | مخبر و سپس کمیسیون بازرگانی پیشه و هنر                                                               |
| ۱۸         | اصفهان                      | حسام‌الدین دولت‌آبادی                      | |
| ۱۹         | اصفهان                      | تقی فداکار                               | |
| ۲۰         | اهر و ارسباران              | محمد بهادری                              | |
| ۲۱         | ایرانشهر و بلوچستان         | مراد ابراهیمی ریگی                       | |
| ۲۲         | بابل                        | اسدالله یمین اسفندیاری (یمین‌الممالک)     | نایب رئیس کمیسیون دارایی                                                                             |
| ۲۳         | بابل                        | رحمان‌قلی خلعتبری                         | |
| ۲۴         | بابل                        | احمد شریعت‌زاده (مشاور)                   | |
| ۲۵         | بجنورد                      | سید داود طوسی                            | منشی مجلس از ۲۴ اسفند ۱۳۲۲ تا ۱۷ مهر ۱۳۲۴ - مخبر کمیسیون کشور                                        |
| ۲۶         | بروجرد                      | عبدالحسین اعتبار                         | منشی مجلس از ۲۴ اسفند ۱۳۲۲ تا ۱۵ مهر ۱۳۲۳                                                            |
| ۲۷         | بروجرد                      | امیرقاسم فولادوند                        | منشی کمیسیون دادگستری                                                                                |
| ۲۸         | بم                          | لطفعلی رفیعی                             | |
| ۲۹         | بندر پهلوی                  | فریدون کشاورز                            | مخبر کمیسیون بهداری                                                                                  |
| ۳۰         | بندر عباس                   | عبدالله گله‌داری                          | |
| ۳۱         | بوشهر                       | خلیل دشتی                                | |
| ۳۲         | بوشهر                       | شکرالله صفوی                             | |
| ۳۳         | بهبهان و کهگیلویه           | سلطان علی سلطانی                         | رئیس کمیسیون عرایض                                                                                   |
| ۳۴         | بیجار و گروس                | سید اسماعیل شیخ‌الاسلام ملایری            | |
| ۳۵         | بیرجند و قائنات             | محمدعلی منصف                             | |
| ۳۶         | تبریز                       | امیر نصرت‌الله اسکندری                    | رئیس کمیسیون کشور                                                                                    |
| ۳۷         | تبریز                       | فتح‌علی ایپکچیان                          | |
| ۳۸         | تبریز                       | اصغر پناهی                               | |
| ۳۹         | تبریز                       | سید جعفر پیشه‌وری                         | اعتبارنامه‌اش در تیر ۱۳۲۳ رد شد                                                                       |
| ۴۰         | تبریز                       | سید زین‌العابدین رحیم‌زاده خوئی            | اعتبارنامه‌اش در ۱۲ تیر ۱۳۲۳ رد شد                                                                    |
| ۴۱         | تبریز                       | علی‌اصغر سرتیپ‌زاده                        | رئیس کمیسیون نظام                                                                                    |
| ۴۲         | تبریز                       | ابوالحسن صادقی                           | منشی مجلس از ۱۵ مهر ۱۳۲۳ تا ۱۷ مهر ۱۳۲۴ - مخبر کمیسیون دارایی                                        |
| ۴۳         | تبریز                       | ابوالحسن صدر ثقةالاسلامی                 | |
| ۴۴         | تبریز                       | یوسف مجتهدی                              | منشی مجلس از ۱۷ مهر ۱۳۲۴ تا پایان مجلس - نایب رئیس کمیسیون بهداری                                    |
| ۴۵         | تربت حیدریه                 | عمادالدین تربتی                          | |
| ۴۵         | جهرم                        | ابوالفضل حاذقی                           | مخبر کمیسیون عرایض                                                                                   |
| ۴۶         | جیرفت                       | عطاءالله روحی (عطاءالملک)                | |
| ۴۷         | خرم‌آباد و لرستان            | جواد شجاع چاغروند                        | |
| ۴۸         | خرم‌آباد و لرستان            | اسماعیل نجومی                            | کارپرداز از ۱۵ مهر ۱۳۲۳ تا پایان مجلس - نایب رئیس کمیسیون نظام                                       |
| ۴۹         | خرمشهر                      | ضیاءالدین نقابت                          | |
| ۵۰         | خلخال                       | حمدالله ذکائی                            | |
| ۵۱         | خوانسار و گلپایگان          | عبدالله معظمی                            | نایب رئیس مجلس از ۱۵ مهر ۱۳۲۳ تا ۱۵ مهر ۱۳۲۴ - مخبر و سپس نایب رئیس کمیسیون خارجه                    |
| ۵۲         | خوی، ماکو و سلماس           | جمال امامی خوئی                          | |
| ۵۳         | خوی، ماکو و سلماس           | عباس تیموری                              | |
| ۵۴         | درگز                        | حبیب‌الله دری                             | اعتبارنامه‌اش در ششم فروردین ۱۳۲۳ رد شد                                                               |
| ۵۵         | دزفول                       | محمدتقی اسعد بختیاری (سردار جنگ)         | رئیس مجلس از ۶ تا ۲۳ اسفند ۱۳۲۲                                                                      |
| ۵۶         | دشت گرگان و گنبد قابوس      | محمد آخوند جرجانی                        | |
| ۵۷         | دشت میشان (اهواز) و سوسنگرد | حسین فرهودی                              | مخبر کمیسیون فرهنگ                                                                                   |
| ۵۸         | دماوند                      | جواد مسعودی                              | منشی مجلس از ۱۵ فروردین ۱۳۲۳ تا پایان مجلس - منشی و سپس مخبر کمیسیون پیشه و هنر و منشی کمیسیون خارجه |
| ۵۹         | رشت                         | ابوالقاسم امینی                          | منشی مجلس از ۲۴ اسفند ۱۳۲۲ تا ۱۵ فروردین ۱۳۲۳ - نایب رئیس کمیسیون عرایض                              |
| ۶۰         | رشت                         | میرصالح مظفرزاده                         | |
| ۶۱         | رضائیه                      | محسن افشار صادقی                         | منشی مجلس - رئیس کمیسیون عرایض                                                                       |
| ۶۲         | رفسنجان                     | میرزا محمد علی‌خان امیر ابراهیمی          | |
| ۶۳         | زابل و سیستان               | مهدی فرخ (معتصم‌السلطنه)                  | رئیس کمیسیون خارجه - در آذر ۱۳۲۴ استاندار فارس شد و از مجلس رفت                                      |
| ۶۴         | زنجان                       | سلطان ابراهیم‌ افخمی (امیراشرف)           | کارپرداز                                                                                             |
| ۶۵         | زنجان                       | محمد ذوالفقاری (امیر اسعد)               | منشی مجلس از ۱۷ مهر ۱۳۲۴ تا پایان مجلس - منشی کمیسیون کشاورزی و نایب رئیس کمیسیون نظام               |
| ۶۶         | زنجان                       | حبیب‌الله مجد ضیائی                       | نایب رئیس کمیسیون عرایض                                                                              |
| ۶۷         | ساری                        | ایرج اسکندری                             | |
| ۶۸         | ساری                        | رضا تجدد (شیخ‌العراقین‌زاده)               | |
| ۶۹         | ساوه و زرند                 | فتح‌الله فرود                             | |
| ۷۰         | سبزوار                      | محمد پروین گنابادی                       | |
| ۷۱         | سبزوار                      | سید محمد طباطبائی                        | |
| ۷۲         | سراب و گرمرود (میانه)       | محمدولی میرزا فرمانفرمائیان              | مخبر کمیسیون دارایی                                                                                  |
| ۷۳         | سقز و بانه                  | حبیب‌الله محیط                            | منشی کمیسیون کشور                                                                                    |
| ۷۴         | سمنان و دامغان              | جواد عامری                               | نایب رئیس مجلس از ۱۴ فروردین تا ۱۵ مهر ۱۳۲۳ - نایب رئیس کمیسیون خارجه                                |
| ۷۵         | سنندج                       | فرج‌الله آصف (سردار معظم کردستانی)        | |
| ۷۶         | سنندج                       | ناصرقلی اردلان                           | منشی کمیسیون دارایی                                                                                  |
| ۷۷         | سنندج                       | عبدالحمید سنندجی (سالار سعید)            | |
| ۷۸         | سیرجان                      | حسن مرآت اسفندیاری (مرآت‌السلطنه)         | کارپرداز از ۲۴ اسفند ۱۳۲۲ تا ۱۹ فروردین ۱۳۲۴                                                         |
| ۷۹         | شاهرود                      | عبدالکریم صدریه                          | نایب رئیس کمیسیون پیشه و هنر                                                                         |
| ۸۰         | شوشتر                       | محمدصادق بوشهری                          | ناظر بر بانک ملی و ذخیره اسکناس                                                                      |
| ۸۱         | شهر ری                      | محمدعلی اعتمادی                          | |
| ۸۲         | شهرضا                       | غلامرضا کیان                             | نایب رئیس کمیسیون دادگستری - ناظر بر بانک ملی و ذخیره نقدی از ۱۸ آذر ۱۳۲۴                            |
| ۸۳         | شهرکرد                      | احمدقلی صمصام بختیاری                    | |
| ۸۴         | شهریار، ساوجبلاغ و کردان    | یدالله دهستانی                           | مخبر کمیسیون کشاورزی                                                                                 |
| ۸۵         | شیراز                       | محمدعلی امام جمعه                        | رئیس کمیسیون عرایض                                                                                   |
| ۸۶         | شیراز                       | رضا حکمت (سردار فاخر)                    | |
| ۸۷         | شیراز                       | علی‌محمد دهقان                            | |
| ۸۸         | شیراز                       | لطفعلی معدل شیرازی (معدل‌السلطنه)         | |
| ۸۹         | شیراز                       | محمدمهدی نمازی                           | رئیس کمیسیون پیشه و هنر - در ۱۳ آبان ۱۳۲۴ استعفا داد                                                 |
| ۹۰         | طوالش و گرگانرود            | رضا رفیع (قائم مقام‌الملک)                | رئیس کمیسیون دارایی                                                                                  |
| ۹۱         | فردوس و طبس                 | ولی‌الله شهاب فردوس                       | |
| ۹۲         | فسا                         | محمدتقی ذوالقدر (امین‌الشریعه)            | |
| ۹۳         | فسا                         | میرزا احمدخان مؤید قوامی                 | |
| ۹۴         | فومن                        | حسن اکبر                                 | |
| ۹۵         | فیروزآباد                   | حبیب‌الله پوررضا                          | |
| ۹۶         | قزوین                       | عبدالصمد کامبخش                          | |
| ۹۷         | قزوین                       | محمدعلی مجد (فطن‌السلطنه)                 | |
| ۹۸         | قم                          | ابوالفضل تولیت (مصباح‌التولیه)            | نایب رئیس کمیسیون کشاورزی                                                                            |
| ۹۹         | قوچان                       | غلامحسین رحیمیان                         | |
| ۱۰۰        | کاشان و نطنز                | احمد اخوان                               | |
| ۱۰۱        | کاشان و نطنز                | ابوالقاسم نراقی                          | ناظر بر بانک ملی و ذخیره اسکناس - در دی ۱۳۲۳ درگذشت                                                  |
| ۱۰۲        | کاشمر                       | منوچهر تیمورتاش                          | منشی از ۲۴ اسفند ۱۳۲۲ تا ۱۵ فروردین ۱۳۲۳                                                             |
| ۱۰۳        | کرمان                       | سید مصطفی کاظمی                          | رئیس کمیسیون دارایی                                                                                  |
| ۱۰۴        | کرمان                       | محمد هاشمی کرمانی                        | منشی از ۱۵ فروردین ۱۳۲۳ تا پایان مجلس                                                                |
| ۱۰۵        | کرمانشاه                    | عبدالحمید زنگنه                          | منشی و سپس مخبر کمیسیون خارجه                                                                        |
| ۱۰۶        | کرمانشاه                    | عباس قبادیان                             | رئیس کمیسیون نظام                                                                                    |
| ۱۰۷        | کرمانشاه                    | حسین معاون                               | مخبر و سپس رئیس کمیسیون بهداری                                                                       |
| ۱۰۸        | کرمانشاه                    | ساسان خواجه نصیری                        | منشی کمیسیون فرهنگ                                                                                   |
| ۱۰۹        | گرگان                       | خلیل فلسفی                               | منشی کمیسیون بهداری                                                                                  |
| ۱۱۰        | لار                         | جواد آزادی                               | در اول شهریور ۱۳۲۳ درگذشت                                                                            |
| ۱۱۱        | لاهیجان و لنگرود            | رضا رادمنش                               | |
| ۱۱۲        | محلات، خمین و کمره          | عباس حشمتی                               | کارپرداز از ۱۹ فروردین ۱۳۲۴ تا پایان مجلس - مخبر کمیسیون نظام                                        |
| ۱۱۳        | مراغه                       | میرزا موسی‌خان فتوحی                      | |
| ۱۱۴        | مراغه                       | اسکندر مقدم (سردار ناصر)                 | رئیس سنی                                                                                             |
| ۱۱۵        | مشکین شهر                   | مهدی عدل                                 | |
| ۱۱۶        | مشهد                        | علی اقبال (اقبال‌السلطان)                 | |
| ۱۱۷        | مشهد                        | حسن کفائی (آقازاده خراسانی)              | |
| ۱۱۸        | مشهد                        | محمدابراهیم امیرتیمور کلالی (سردار نصرت) | نایب رئیس از ۲۴ اسفند ۱۳۲۲ تا ۱۵ مهر ۱۳۲۳ و از ۱۵ مهر ۱۳۲۴ تا پایان مجلس - مخبر کمیسیون دارایی       |
| ۱۱۹        | مشهد                        | علی مؤید ثابتی                           | |
| ۱۲۰        | ملایر، نهاوند و تویسرکان    | اسماعیل ظفری                             | |
| ۱۲۱        | ملایر، نهاوند و تویسرکان    | هاشم ملک مدنی                            | نایب رئیس از ۲۴ اسفند ۱۳۲۲ تا ۱۴ فروردین ۱۳۲۳ و از ۱۵ مهر ۱۳۲۳ تا پایان مجلس - رئیس کمیسیون بودجه    |
| ۱۲۲        | مهاباد                      | ابوالقاسم صدر قاضی                       | رئیس کمیسیون مبتکرات                                                                                 |
| ۱۲۳        | نائین                       | مهدی فاطمی (عمادالسلطنه)                 | مخبر کمیسیون دارایی                                                                                  |
| ۱۲۴        | نجف آباد                    | نصرالله سیف‌پور فاطمی                     | مخبر کمیسیون عرایض                                                                                   |
| ۱۲۵        | نیشابور                     | حسن نبوی                                 | |
| ۱۲۶        | ورامین و ایوانکی            | میرزا ابراهیم آشتیانی                    | |
| ۱۲۷        | همدان                       | حسنعلی فرمند (ضیاءالملک)                 | نایب رئیس کمیسیون دارایی                                                                             |
| ۱۲۸        | همدان                       | حسن مخبر فرهمند (مخبر حضور)              | کارپرداز از ۲۴ اسفند ۱۳۲۲ تا ۱۵ مهر ۱۳۲۳ - ناظر بر بانک ملی و چاپ اسکناس از ۲۷ اسفند ۱۳۲۳            |
| ۱۲۹        | یزد                         | سید کاظم جلیلی یزدی (دره زرشکی)          | |
| ۱۳۰        | یزد                         | هادی طاهری (شیخ‌الرئیس)                   | رئیس کمیسیون فرهنگ                                                                                   |
| ۱۳۱        | یزد                         | سید ضیاءالدین طباطبائی                   | |
| ۱۳۲        | ارامنه جنوب                 | آلکساندر آقایان                          | |
| ۱۳۳        | ارامنه شمال                 | آرداشس آوانسیان                          | |
| ۱۳۴        | زرتشتیان                    | رستم گیو                                 | |
| ۱۳۵        | کلیمیان                     | مراد اریه                                | منشی کمیسیون بازرگانی و پیشه و هنر                                                                   |